# Amicale laïque de Roche-la-Molière
Maillots
L'Amicale laïque de Roche-la-Molière était un club français de basket-ball évoluant, pour la saison 2010-2011 en NM1, soit la 3e division du championnat de France. Le club est basé dans la ville de Roche-la-Molière.
En CTC avec l'ES FRAISSES et le BC Unieux, l'AL ROCHE devient le phénix basket et retrouve son équipe 1 en NM3.

## Palmarès
- Coupe de la Loire 2000
- Coupe de la Loire Séniors Masculin 2006
- Vice Champion de France NM3 2006 (Titre Fougères)

## Entraîneurs successifs
- Youri Silverstov
- Salah Boufedji
- Reith Vivot 2004-2005
- Roland Camus 2005-2007
- Yan Fatien 2007-2008
- Jérôme Navier 2008
- Florent Milianti 2008-2009
- Sylvain Olagnon 2009-2013
- Roderick Pegon 2014-2016
- Ben Boufedji 2016

## Joueurs marquants du club
Fin des années 1980 - début des années 1990 : 
- Hervé Jouve

Années 1990 
- Youri Silverstov

Effectif 2004-2005 : Nationale 3 Masculin
- Sylvain Olagnon
- Hervé Sanchez
- Olivier Quinet
- Christophe Quinet
- Raphael Basler
- Stéphane Faipot
- Grégory Gravina
- Jules Séné
- Vincent Monméat
- Benoit Chaize
- Frank Debayle
- Fatih Demir

Effectif 2005-2006 : Nationale 3 Masculin
- Sylvain Olagnon
- Hervé Sanchez
- Olivier Quinet
- Christophe Quinet
- Raphael Basler
- Xavier Boivin
- Stéphane Faipot
- Vincent Monméat
- Pascal Wuillermoz
- Anthony Darryl Lewis
- Benoit Chaize
- Julien Triollier

Effectif 2006-2007 : Nationale 2 Masculin
- Sylvain Olagnon
- Hervé Sanchez
- Olivier Quinet
- Christophe Quinet
- Raphael Basler
- Xavier Boivin
- Brice Guinvanna
- Vincent Monméat
- Anthony Darryl Lewis
- Franck Monpounga
- Thomas Lavanchy
- Benoit Chaize
- Julien Triollier
- Anthony Son-Houi

Effectif 2007-2008 : Nationale 2 Masculin
- Sylvain Olagnon
- Olivier Quinet
- Simon Coffy
- Romain Brunon
- Xavier Boivin
- Raphael Basler
- Régis Aubry
- Vincent Monméat
- Anthony Darryl Lewis
- Franck Monpounga
- Thomas Lavanchy

Effectif 2008-2009 : Nationale 1 Masculin
- Sylvain Olagnon
- Christopher Audouard
- Simon Coffy
- Olivier Quinet
- Stéphane Néri
- Kévin Bichard
- Danijel Zoric
- Boris Elisabeth-Mesnager
- Samuel Audet-Sow

- Alexis Giraudier
- Anthony Darryl Lewis
- Franck Monpounga
- Leon Piper
- Trey McDowell
- Terrance Roberson

Effectif 2009-2010 : Nationale 2 Masculin
- Christopher Audouard
- Simon Coffy
- Grégory Lance
- Romain Brunon
- Stéphane Néri
- David Signars
- Charles Michee
- Ibou Diallo
- Randy Kisema
- Anthony Darryl Lewis
- Franck Monpounga